# Nokere Koerse 2017
La 72.ª edición de la clásica ciclista Nokere Koerse se celebró en Bélgica el 15 de marzo de 2017 sobre un recorrido de 192,3 km entre las ciudades de Neize y Nokere. 
La carrera formó parte del UCI Europe Tour 2017, por primera vez dentro de la categoría 1.HC.

## Equipos participantes
| WorldTeams (6)- BMC Racing Team - Bora-Hansgrohe - Katusha-Alpecin - Lotto NL-Jumbo - Lotto-Soudal - Team Sunweb Equipos continentales profesionales (13)- Aqua Blue Sport - CCC Sprandi Polkowice - Cofidis, Solutions Crédits - Direct Énergie - Fortuneo-Vital Concept - Gazprom-RusVelo - Israel Cycling Academy - Nippo-Vini Fantini - Roompot-Nederlandse Loterij - Sport Vlaanderen-Baloise - Verandas Willems-Crelan - Wanty-Groupe Gobert - WB-Veranclassic-Aqua Protect Equipos continentales (4)- Cibel-Cebon - Joker Icopal - Pauwels Sauzen-Vastgoedservice - Tarteletto-Isorex |
| |

## Clasificación final
- Las clasificaciones finalizaron de la siguiente forma:[1]

| \| Clasificación general \| Clasificación general \| Clasificación general \| Clasificación general \| Clasificación general \| \| Ciclista \| Ciclista \| Equipo \| Tiempo \| \| \| --------------------- \| --------------------- \| --------------------------- \| --------------------- \| --------------------- \| \| 1.º \| Nacer Bouhanni \| Cofidis, Solutions Crédits \| 4 h 07 min 31 s \| \| \| 2.º \| Adam Blythe \| Aqua Blue Sport \| + 0 s \| \| \| 3.º \| Joeri Stallaert \| Cibel-Cebon \| + 0 s \| \| \| 4.º \| Phil Bauhaus \| Team Sunweb \| + 0 s \| \| \| 5.º \| Bert Van Lerberghe \| Sport Vlaanderen-Baloise \| + 0 s \| \| \| 6.º \| Coen Vermeltfoort \| Roompot-Nederlandse Loterij \| + 0 s \| \| \| 7.º \| Rüdiger Selig \| Bora-Hansgrohe \| + 0 s \| \| \| 8.º \| André Looij \| Roompot-Nederlandse Loterij \| + 0 s \| \| \| 9.º \| Alan Banaszek \| CCC Sprandi Polkowice \| + 0 s \| \| \| 10.º \| Mathias De Witte \| Cibel-Cebon \| + 0 s \| \| |                    |                             |                 |
| |                    |                             |                 |
| Fuentes: ProCyclingStats Cycling Quotient Cycling Archives |                    |                             |                 |
| Clasificación general |                    |                             |                 |
| Ciclista | Ciclista           | Equipo                      | Tiempo          |
| 1.º | Nacer Bouhanni     | Cofidis, Solutions Crédits  | 4 h 07 min 31 s |
| 2.º | Adam Blythe        | Aqua Blue Sport             | + 0 s           |
| 3.º | Joeri Stallaert    | Cibel-Cebon                 | + 0 s           |
| 4.º | Phil Bauhaus       | Team Sunweb                 | + 0 s           |
| 5.º | Bert Van Lerberghe | Sport Vlaanderen-Baloise    | + 0 s           |
| 6.º | Coen Vermeltfoort  | Roompot-Nederlandse Loterij | + 0 s           |
| 7.º | Rüdiger Selig      | Bora-Hansgrohe              | + 0 s           |
| 8.º | André Looij        | Roompot-Nederlandse Loterij | + 0 s           |
| 9.º | Alan Banaszek      | CCC Sprandi Polkowice       | + 0 s           |
| 10.º | Mathias De Witte   | Cibel-Cebon                 | + 0 s           |

## UCI World Ranking
La Nokere Koerse otorga puntos para el UCI Europe Tour 2017 y el UCI World Ranking, este último para corredores de los equipos en las categorías UCI ProTeam, Profesional Continental y Equipos Continentales. Las siguientes tablas son el baremo de puntuación y los corredores que obtuvieron puntos:
| Posición              | 1.ª | 2.ª | 3.ª | 4.ª | 5.ª | 6.ª | 7.ª | 8.ª | 9.ª | 10.ª |
| Clasificación general | 200 | 150 | 125 | 100 | 85  | 70  | 60  | 50  | 40  | 35   |

| 1.º  | Nacer Bouhanni     | Cofidis, Solutions Crédits  | 200 |
| 2.º  | Adam Blythe        | Aqua Blue Sport             | 150 |
| 3.º  | Joeri Stallaert    | Cibel-Cebon                 | 125 |
| 4.º  | Phil Bauhaus       | Sunweb                      | 100 |
| 5.º  | Bert Van Lerberghe | Sport Vlaanderen-Baloise    | 85  |
| 6.º  | Coen Vermeltfoort  | Roompot-Nederlandse Loterij | 70  |
| 7.º  | Rüdiger Selig      | Bora-Hansgrohe              | 60  |
| 8.º  | André Looij        | Roompot-Nederlandse Loterij | 50  |
| 9.º  | Alan Banaszek      | CCC Sprandi Polkowice       | 40  |
| 10.º | Matthias De Witte  | Cibel-Cebon                 | 35  |